# Ingrandes, Indre
Ingrandes là một xã ở tỉnh Indre khu vực trung bộ Pháp. Xã này có diện tích 11,12 km², dân số thời điểm năm 1999 là 316 người. Khu vực này có độ cao trung bình 87 mét trên mực nước biển.
Thị trấn này nằm trong công viên tự nhiên vùng Brenne.
Sông Salleron tạo thành phần lớn ranh giới đông nam của thị trấn, sau đó chảy vào Anglin.